# Dicteros
Dicteroidae
Famille
Genre
Dicteros est un genre de vers plats marins, le seul de la famille des Dicteroidae. Cette famille appartient au sous-ordre des Cotylea (ordre des Polycladia).

## Systématique
Les noms valides complets (avec auteur) de ces taxons sont :
- pour la famille : Dicteroidae Faubel, 1984[1]
- pour le genre : Dicteros Jacubowa, 1906[1].

### Liste des espèces
Selon World Register of Marine Species (22 novembre 2023), le genre Dicteros contient une unique espèce : Dicteros pacificus Jacubowa, 1906.
Synonymes, reclassements
L'espèce Dicteros gamblei (Laidlaw, 1902) est reclassée en Pseudoceros gamblei Laidlaw, 1902, de la famille des Pseudocerotidae.